# Veleposlaništvo Republike Slovenije v Španiji
Veleposlaništvo Republike Slovenije v Španiji (uradni naziv Veleposlaništvo Republike Slovenije Madrid, Kraljevina Španija) je diplomatsko-konzularno predstavništvo (veleposlaništvo) Republike Slovenije s sedežem v Madridu (Španija). Poleg te države to veleposlaništvo pokriva še naslednje države: Alžirija, Andora in Kuba. Uradno je bilo odprto 31. marca 1993.

## Veleposlaniki
- Robert Krmelj (2020-danes)
- Renata Cvelbar Bek (2016-2020)[3]
- Aljaž Gosnar (2011-2016)[4]
- Peter Reberc (2007[5]-2010)[6]
- Tomaž Lavrenčič (2002[7]-2006)[8]
- Ciril Štokelj (1998[2] - 2002)[9]
- Franco Juri (1993-1997)[2]